# Ren Yi

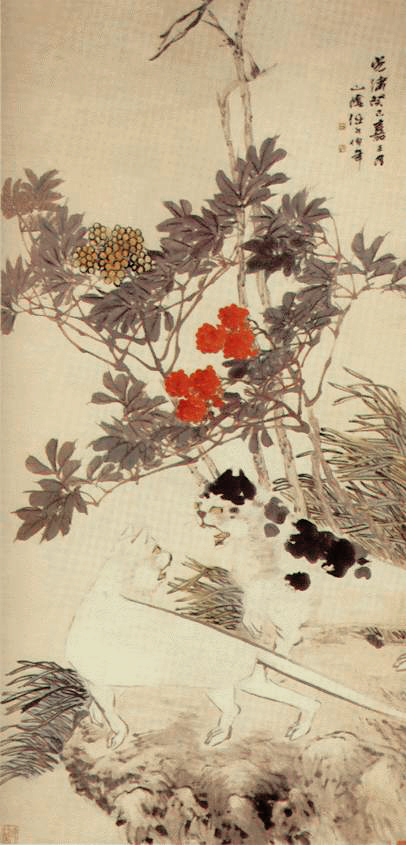
Flors i ocells

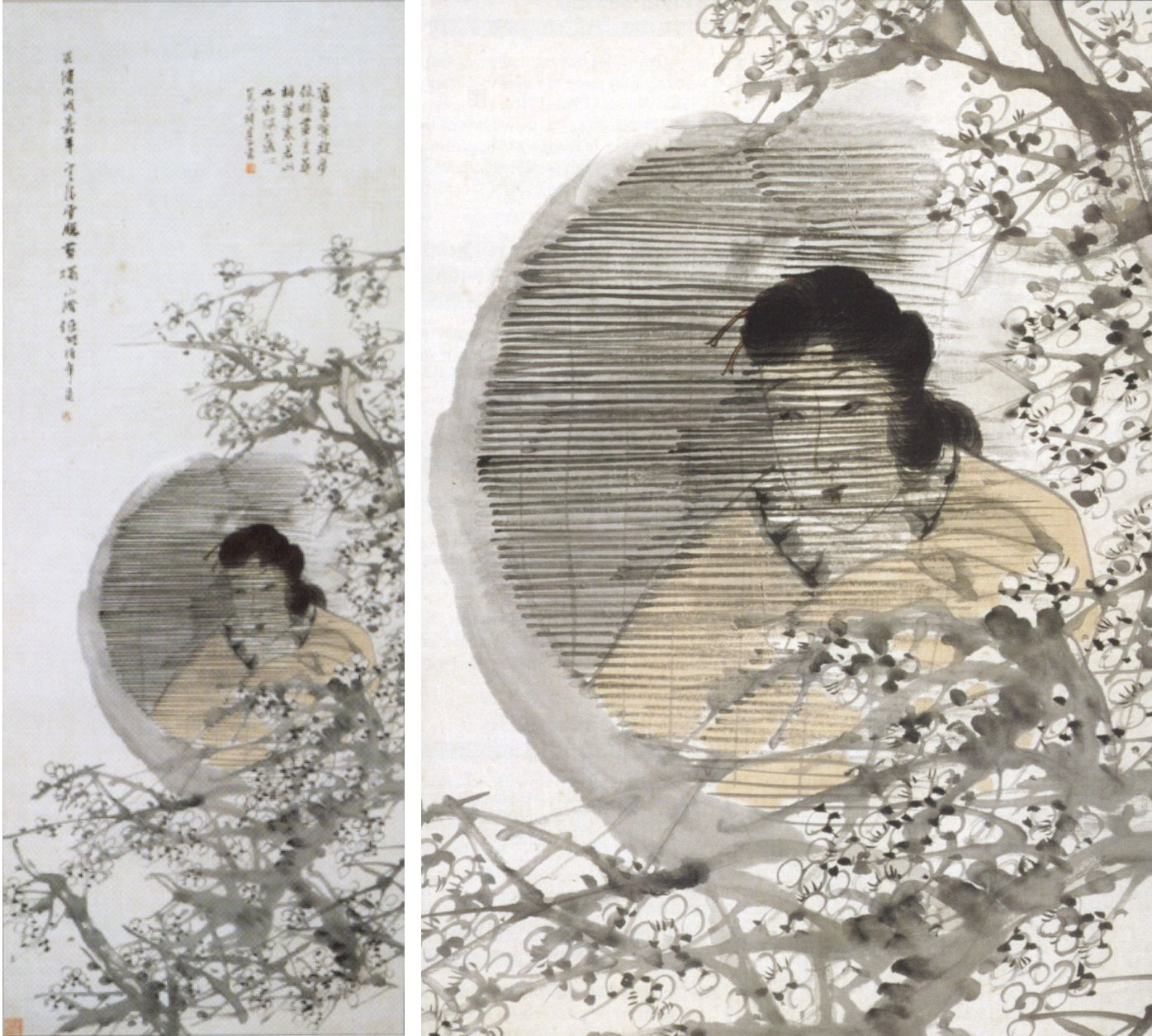
Retrat de l'esposa de Gao Yong

Ren Yi (xinès simplificat: 任颐; xinès tradicional: 任頤; pinyin: Rèn Yí), més conegut com a Ren Bonian, fou un pintor i cal·lígraf xinès que va viure sota la dinastia Qing. Va néixer el 1840 a Zhejiang i va morir el 1896. El seu pare era mercader; arran de la seva mort, quan tenia 15 anys, va anar a viure a Xangai, on va rebre la influència occidental i cosmopolita. Va començar a guanyar-se la vida venent ventalls que pintava. Era germà de Ren Xiong i Ren Xun.
És conegut en la història de l'art com un dels quatre Ren. Pintor paisatgista, d'animals, flors i natura morta. El seu estil estava influït, inicialment, pels primers mestres Song, però més endavant pel de Zhu Da, amb un toc més lliure. Les seves pinzellades eren enèrgiques i amb color. Estava vinculat a l'escola de Xangai, que expressava la influència tradicional, popular i innovacions al gust dels ciutadans benestants. Obres seves estan exposades al Museu del Palau de Pequín.